# Seznam naučných stezek v okrese Třebíč
Seznam naučných stezek v okrese Třebíč zahrnuje naučné stezky, které jsou celé či alespoň svou částí na ploše okresu Třebíč.
| Název stezky                                           | Místo                               | Založeno | Délka (km) | Počet zastavení | Fotka |
| ------------------------------------------------------ | ----------------------------------- | -------- | ---------- | --------------- | ----- |
| Bažantnice                                             | Třebíč                              | 2002     | 2          | 9               |       |
| Bělinské údolí                                         | Čikov                               | 2021     | 2          | 8               |       |
| Hastrmanova ekostezka Panenská                         | Panenská                            | 2013     | 0,2        | 9               |       |
| Graselova stezka Nové Syrovice                         | Nové Syrovice                       |          | 10         | 5               |       |
| Horniny a minerály Třebíče a okolí                     | Třebíč                              | 2017     | 0          | 15              |       |
| Hrotovicko                                             | Hrotovice, Mstěnice                 | 2008     | 3,5        | 16              |       |
| K Novým rybníkům                                       | Hrotovice                           |          | 1,5        | 5               |       |
| Lesopark Sádek                                         | Kojetice                            | 2015     | 1,5        | 7               |       |
| Lesní naučná stezka Chaloupky                          | Nová Brtnice                        |          | 8,5        | 6               |       |
| Mařenka                                                | Dašovice                            |          | 5          | 11              |       |
| Mohelenská hadcová step                                | Mohelenská hadcová step             |          | 3,5        | 10              |       |
| Na Kobylí hlavu                                        | Předín, Chlístov                    |          | 8          |                 |       |
| Naučná stezka k bylinkové zahradě a školní kompostárně | Třebíč                              | 2015     | 0          | 2               |       |
| Naučná stezka po Jaroměřicích nad Rokytnou             | Jaroměřice nad Rokytnou             | 2014     | 3          | 12              |       |
| Otokara Březiny                                        | Lesonice až Jaroměřice nad Rokytnou |          | 55         | 12              |       |
| Po mlýnech                                             | Sádek až Chlístov                   |          | 18         | 5               |       |
| Po stopách opatů a rabínů                              | Třebíč                              | 2012     | 3          | 12              |       |
| Pohádková stezka Panenská                              | Panenská                            |          | 4          | 11              |       |
| Přírodní bohatství městského parku Hrádek              | Třebíč                              | 2017     | 1,5        | 5               |       |
| Vinařská naučná stezka Sádek                           | Vinohrad Sádek                      |          | 2          | 0               |       |
| Židovskou čtvrtí v Třebíči                             | židovská čtvrť Třebíč               | 2001     | 2          | 17              |       |